# Masa (Burgos)
Masa es una localidad situada en la provincia de Burgos, comunidad autónoma de Castilla y León (España), comarca de Alfoz de Burgos. Su situación administrativa actual es la de Entidad Local Menor dependiente del ayuntamiento de Merindad de Río Ubierna.

## Datos generales
En 2006, contaba con 37 habitantes, 2 en diseminado, situado 25 km al norte de la capital del municipio, Sotopalacios , en la carretera N-623 de Burgos a Santander por el puerto de El Escudo, en un cruce de caminos: BU-502 y BU-601. En el Páramo de Masa, a 1.006 metros de altitud , nacimiento del río San Antón, que por Nidáguila fluye hacia el Rudrón , así como el río Ubierna, que fluye al sur y da nombre a la Merindad.
El antiguo término municipal comprendía la localidad de Quintanajuar y la granja de La Cabañuela, lindaba al norte con Tubilla del Agua , Sedano y Moradillo de Sedano ; al sur con los de Hontomín y Quintanilla-Sobresierra; al este con el de Cernégula: y al oeste con el segregado de Nidáguila y el de Montorio. Las cotas más elevadas son las conocidas como La Viruela (1.063) y Los Carros (1.070) , junto a Quintanajuar. En su término, 1 km al este de la localidad nace el río Ubierna en la divisoria entre las cuencas atlántica y mediterránea.

## Demografía
| Gráfica de evolución demográfica de Masa entre 1842 y 1970 |
| |
| Población de derecho según los censos de población del INE. Población de hecho según los censos de población del INE.Entre el censo de 1857 y el anterior, crece el término del municipio porque incorpora a Fresno de Nidáguila. Entre el censo de 1930 y el anterior, crece el término del municipio porque incorpora a Nidáguila y Terradillos de Sedano. Entre el censo de 1940 y el anterior, disminuye el término del municipio porque independiza a Nidáguila. Entre el censo de 1981 y el anterior, este municipio desaparece porque se agrupa en el municipio Merindad de Río Ubierna. |

Evolución de la población
| Gráfica de evolución demográfica de Masa entre 2000 y 2017         |
|                                                                    |
| Población de derecho (2000-2017) según el padrón municipal del INE |

## Medio ambiente
Monte denominado El Monte n.º 312 de los del Catálogo de Utilidad Pública de la provincia de Burgos, perteneciente a la Junta Administrativa de Masa.

## Historia
Lugar que formaba parte, de la Jurisdicción de Río Ubierna en el Partido de Burgos, uno de los catorce que formaban la Intendencia de Burgos, durante el periodo comprendido entre 1785 y 1833, en el Censo de Floridablanca de 1787, jurisdicción de realengo, alcalde pedáneo.
Así se describe a Masa en el tomo XI del Diccionario geográfico-estadístico-histórico de España y sus posesiones de Ultramar, obra impulsada por Pascual Madoz a mediados del siglo XIX:

Lugar con ayuntamiento en la provincia, diócesis, audiencia territorial y capitanía general de Burgos (6 leguas), partido judicial de Sedano (1 ½). Está situado en una extensa planicie, al pie del elevado páramo de Villalta; su clima es frío debiéndose ésta desagradable circunstancia a la frecuencia con que reinan los vientos N y O; las enfermedades dominantes son las pleuresías, constipados y dolores de costado. Tiene 40 casas que forman dos barrios titulados Yuso y la Lastra, separados por el ramal de Villadiego; casa municipal alquilada; una escuela de primeras letras frecuentada por 17 niños y dotada con 18 fanegas de trigo; 2 fuentes dentro de la población y 12 en el término, cuyas aguas son cristalinas y frías; una iglesia parroquial (La Asunción) y una ermita bajo la advocación de San Roque, en el término conocido con este mismo nombre; el culto de la citada iglesia le sirven un cura párroco y un sacristán. Confina el término N Mozuelos y Sedano; E Cernegula; S Quintanilla Sobresierra, y O Fresno de Nidáguila. El terreno es calizo y arenoso; hay dos montes de los cuales el uno se halla al N y está poblado de robles de excelente calidad, y el otro al O titulado de los Cinco Concejos. Caminos: hay dos de los que el uno dirige por E al empalme del de Bercedo y por O a Villadiego, y el otro que es de nueva construcción, conduce por N a Santander y por S a Burgos. Correos: la correspondencia se recibe de Sedano por el cartero de la población. Producciones: trigo alaga, blanquillo, cebada, lino, patatas, titos, yeros y lentejas; ganado lanar, vacuno, caballar, asnal y de cerda, y caza de liebres, perdices y codornices. Industria: la agrícola. Comercio: la extracción de ganados y granos, y la importación de vino blanco y tinto, sal y aceite. Población: 28 vecinos, 88 almas. Capital productivo: 335.600 reales. Imponible: 53.211. Contribución: 3.929 reales. El presupuesto municipal asciende a 530 reales y se cubre por reparto vecinal.
Diccionario geográfico-estadístico-histórico de España y sus posesiones de Ultramar

Antiguo municipio, código INE-09205 que en el censo de la matrícula catastral contaba con 28 hogares y 88 vecinos. Entre el censo de 1857 y el anterior, crece el término del municipio porque incorpora a 095045 Fresno de Nidáguila. Entre el censo de 1930 y el anterior, crece el término del municipio porque incorpora a 09233 Nidáguila y 09540 Terradillos de Sedano.
Entre el censo de 1940 y el anterior, el término del Ayuntamiento de Masa disminuye porque se segrega Nidáguila (09233).
Entre el censo de 1981 y el anterior, este municipio desaparece porque se agrupa en el municipio 09906 Merindad de Río Ubierna, contaba entonces con 127 habitantes y una extensión superficial de 4345 hectáreas.

## Gastronomía
Era famoso el queso de Masa, conocido como el oro del páramo. Actualmente la producción es casi testimonial.

## Fiestas y costumbres
El Domingo de Resurrección se celebra procesión en la que las mujeres llevan a la Virgen del Pilar cubierta con un manto negro, mientras que los hombres llevan el pendón. Cuando se encuentran, la punta del pendón quita el manto negro a la Virgen mientras todos juntos cantan coplillas tradicionales.

## Parroquia
La patrona de la parroquia es Nuestra Señora de la Asunción(15 de agosto), pero a finales del siglo XIX, los días de "La Función" se trasladaron al 12 de octubre (El Pilar).
Arciprestazgo: San Juan de Ortega
Parroquia: Masa
Titular: La Asunción de Nuestra Señora
Párroco: D. Juan Castillo Vegas

La Asunción de Nuestra Señora es la titular de su iglesia, de estilo gótico pobre, del siglo XIV, de dos naves iguales alargadas, aunque de distinta época, con 290 m² y 9 de altura. El ábside es semicircular con contrafuertes y canes en alero, de reminiscencia románica. La portada tiene arco de medio punto, sencilla, bajo pórtico abierto con dos columnas clásicas de piedra. La torre es una esbelta espadaña de dos cuerpos, rematada en frontón, pináculos, bolas y cruz, con cuatro huecos sin campanas, que tiene adosada otra estructura rectangular de piedra, incluso con canes en alero y remate de pináculos y cruz, con cuatro huecos y dos campanas. La pila tiene base cuadrada y pie cilíndrico y es de copa lisa con gallones; y el retablo mayor es barroco, de José Rodríguez y Ventura Fernández, en 1684. En otro neoclásico hay un San Sebastián del siglo XVI.
AMO A MI PUEBLO, Emiliano Nebreda Perdiguero

## Campaña temporal de micromecenazgo
Segunda campaña 2025

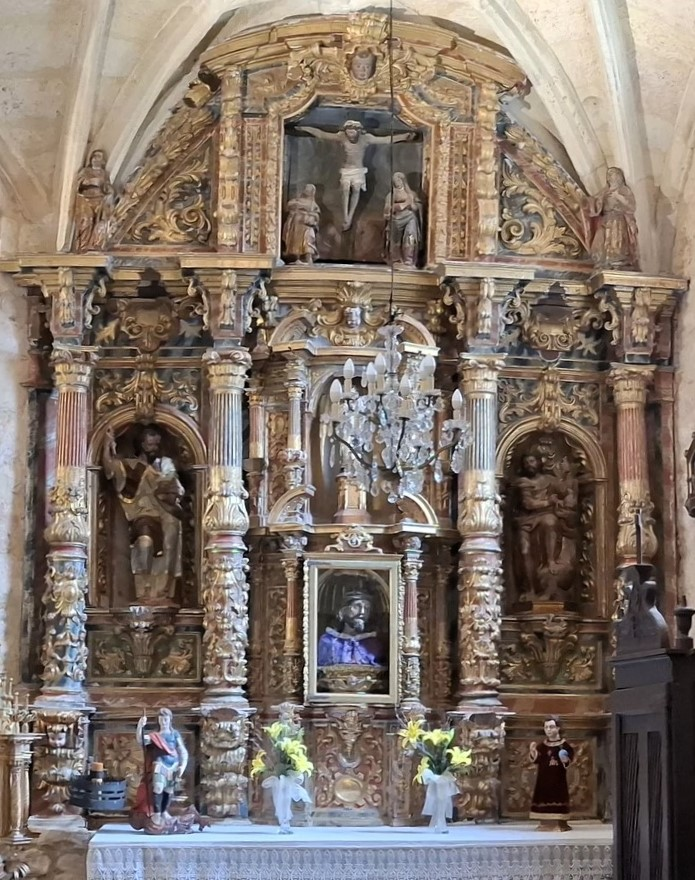
Retablo del Rosario

Restauración del "Retablo del Rosario” de Masa (Burgos), es el título del micromecenazgo que se celebra entre el día 25 de julio al 3 de septiembre del año 2025, con destino a la restauración del retablo de la Virgen del Rosario de Masa (Burgos).
Primera campaña 2023
Restauración del retablo y el reloj de la iglesia de Masa, es el título del micromecenazgo que se celebra entre el día 16 de junio al 25 de julio y una prorroga hasta el 3 de agosto del año 2023, con destino a la restauración del retablo y reloj de la iglesia de Masa (Burgos).